# Sticherus loheri
Sticherus loheri är en ormbunkeart som först beskrevs av Christ, och fick sitt nu gällande namn av Edwin Bingham Copeland. Sticherus loheri ingår i släktet Sticherus och familjen Gleicheniaceae. Utöver nominatformen finns också underarten S. l. major.